# Billot (impôt)
Pour les articles homonymes, voir Billot.
Le billot est un droit sur les boissons alcoolisées spécifique à la Bretagne sous l'Ancien Régime et dès le XVe siècle, perçu par le duc de Bretagne puis par le roi de France.

## Définition
Le billot est un droit sur les boissons alcoolisées devant servir aux fortifications des villes comme « il fut premièrement à ce introduit. ».

## Histoire
Le billot est tout d'abord un impôt municipal breton. 
Le financement des remparts de Guérande est rendu possible par le duc de Bretagne qui reconnaît à cité le statut de bonne ville, l'autorisant ainsi à lever le billot. Sa première mention connue date de 1415. Il est associé à la mise en place d'une véritable administration municipale destinée à gérer les deniers des taxes octroyées par le duc. En 1461, le billot est étendu à Piriac, Saint-Molf, Mesquer, Saint-Lyphard, Pénestin et Saint-André-des-Eaux. Il est renouvelé pour plusieurs années consécutives au gré des campagnes de construction des remparts. Il peut rapporter entre 950 et 1500 livres tournois par an, considérant que la construction de l'ensemble des courtines aurait coûté au minimum 22 500 livres tournois, soit en moyenne 18 ans de recettes fiscales. Les archives conservent un mandement du 28 octobre 1464 du duc François II prorogeant pour 6 ans la levée d'un devoir de billot sur les vins vendus au détail et d'une taxe de 20 deniers sur chaque cheval chargé de poisson frais ou salé, le tout pour contribuer aux fortifications de Guérande.
Le « devoir de billot et d'apetissement » sert également dès le 3e quart du XVe siècle à financer les travaux de fortification de Nantes.
L'édit du Plessis-Macé (21 septembre 1532) confirme que « la taxe sur les boissons ou « billots » ne pourra être affectée qu'aux fortifications dudit pays ».

« Les deniers provenant des billots seront siablement employés aux fortifications des villes et places fortes dudit pays, d'autant plus que ledit billot fut mis sus principalement à cause des dites réparations, qui revient à grande charge et foule du pauvre peuple. »

— Édit du Plessis-Macé, 1532.
Un procès-verbal d'enquête du 25 août 1561 conservé par les archives du Croisic indique que le produit du billot « devait être affecté au parachèvement, augmentation, entretennement [sic] et réparation des ports, havre, cails et chasteau du Croisic et du Pouliguen ».
Le billot relève de la Ferme générale dès 1618.
Le roi fait percevoir cet impôt par les Bretons par l'intermédiaire des Fermiers des devoirs ; il est reversé chaque trimestre dans la caisse générale de la Ferme des impôts et billots à Rennes.